# Camelos (Santa Luzia)
Camelos é um bairro da cidade de Santa Luzia, em Minas Gerais. 
Um dos bairros mais antigos da cidade, conhecido por suas várias fontes de água cristalina. O principal ponto do bairro é a Praça dos Camelos, que tem ao lado a Quadra Poliesportiva Waldemar Augusto dos Santos (Quadra dos Camelos) conhecida na cidade pelo seus campeonatos de futsal.
A fonte mais famosa é a Fonte dos Camelos, cuja lenda diz que quem beber de sua água sempre irá voltar para Santa Luzia.